# Конш-ан-Уш
Конш-ан-Уш (фр. Conches-en-Ouche) — город на севере Франции, регион Нормандия, департамент Эр, округ Эврё, центр одноименного кантона. Расположен в 56 км к югу от Руана и в 20 км к западу от Гавра. В центре города находится железнодорожная станция Конш линии Мант-ла-Жоли―Шербур.
Население (2018) — 5 004 человека.

## История
История Конша начинается в 1034 году, когда сеньор Роже I де Тони вернулся из паломничества в Сантьяго-де-Компостела (по-французски - Сен-Жак-де-Компостель). По дороге он останавливался в городке Конк-ан-Руэрг и вдохновился существовавшим  там культом святой Веры (Фуа) Аженской. Вернувшись в Нормандию, он решил построить в Конше церковь в честь святой Веры, а гербом города стала ракушка, по форме напоминавшая моллюска Сен-Жак. Окончание «ан-Уш» он получил по названию равнинного плато Пеи д′Уш (Pays d'Ouche).
Конш-ан-Уш был резиденцией графа Робера д'Артуа, одного из главным героев исторического цикла Проклятые короли французского писателя Мориса Дрюона. 

## Достопримечательности
- Церковь Святой Веры Аженской XV-XVI веков в стиле пламенеющей готики. Витражи церкви ― один из самых замечательных примеров стеклодувного искусства середины XVI века в Нормандии
- Донжон с руинами шато XI века постройки сеньоров де Тони
- Бывшее аббатство Святых Петра и Павла XI-XVII веков. Закрыто и частично разрушено во время Великой Французской революции. К настоящему времени сохранились погреба и часть зданий, в которых располагается больница
- Парк Рулуа с большим числом европейских, азиатских и американских деревьев, в том числе с 92 яблонями разных сортов
- Музей стекла

## Экономика
Структура занятости населения:
- сельское хозяйство — 0,5 %
- промышленность — 13,3 %
- строительство — 5,7 %
- торговля, транспорт и сфера услуг — 42,9 %
- государственные и муниципальные службы — 37,6 %

Уровень безработицы (2014) — 21,3 % (Франция в целом —  13,5 %, департамент Эр — 13,7 %). 

Среднегодовой доход на 1 человека, евро (2014) — 18 117 (Франция в целом — 20 150, департамент Эр — 20 445).

## Демография
Динамика численности населения, чел.

## Администрация
Пост мэра Конш-ан-Уша с 2020 года занимает Жером Паско (Jérôme Pasco). На муниципальных выборах 2020 года возглавляемый им левый список был единственным.
| Период | Период | Фамилия       | Партия                                      | Примечания |
| ------ | ------ | ------------- | ------------------------------------------- | --- |
| 1971   | 1977   | Ален Баррер   |                                             | |
| 1977   | 1984   | Поль Гибо     | Радикальная левая партия                    | президент Генерального совета департамента                                                                         |
| 1984   | 2020   | Альфред Рекур | Социалистическая партия Вперёд, Республика! | инспектор национального образования, член Генерального совета департамента, депутат Национального собрания Франции |
| 2020   |        | Жером Паско   | Вперёд, Республика! Разные левые            | государственный служащий                                                                                           |

## Города-побратимы
- Вэрхем, Великобритания
- Родос, Греция
- Аулендорф, Германия
- Члухув, Польша

## Знаменитые уроженцы
- Гильом из Конша (ок. 1080 - ок. 1154), средневековый философ, грамматист и богослов.

## Галерея

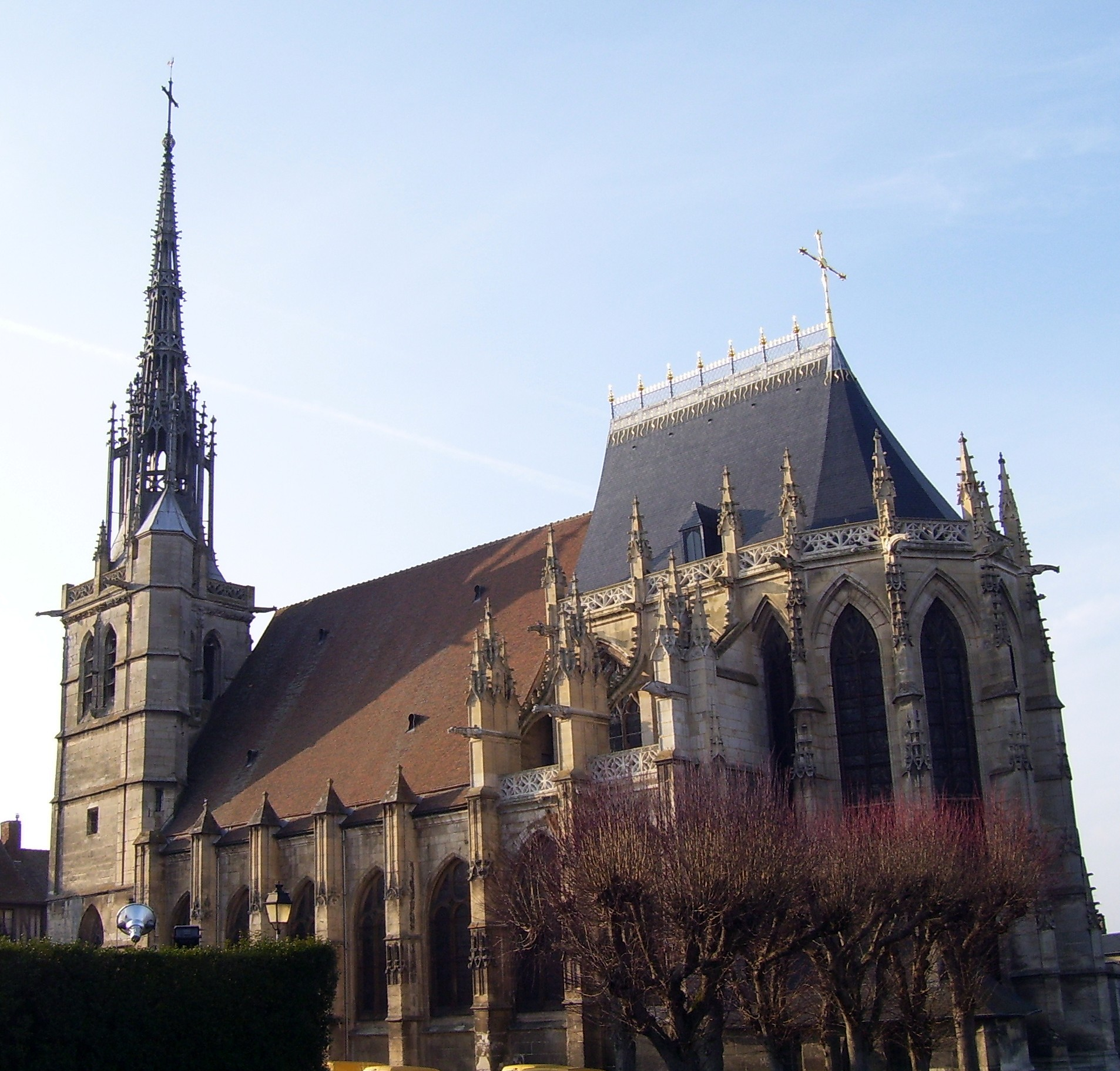
Церковь Святой Веры Аженской
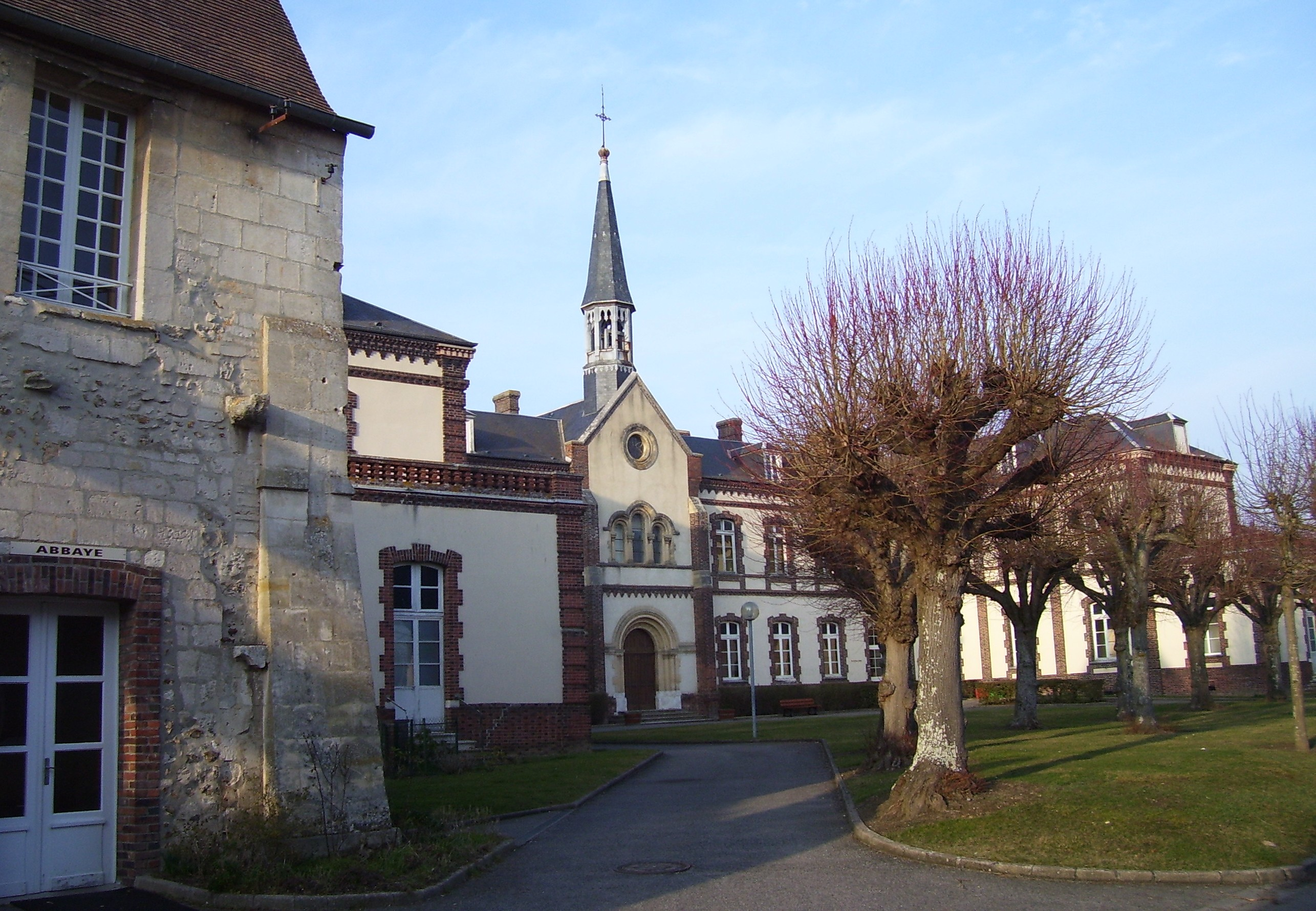
Бывшее аббатство Конш-ан-Уша
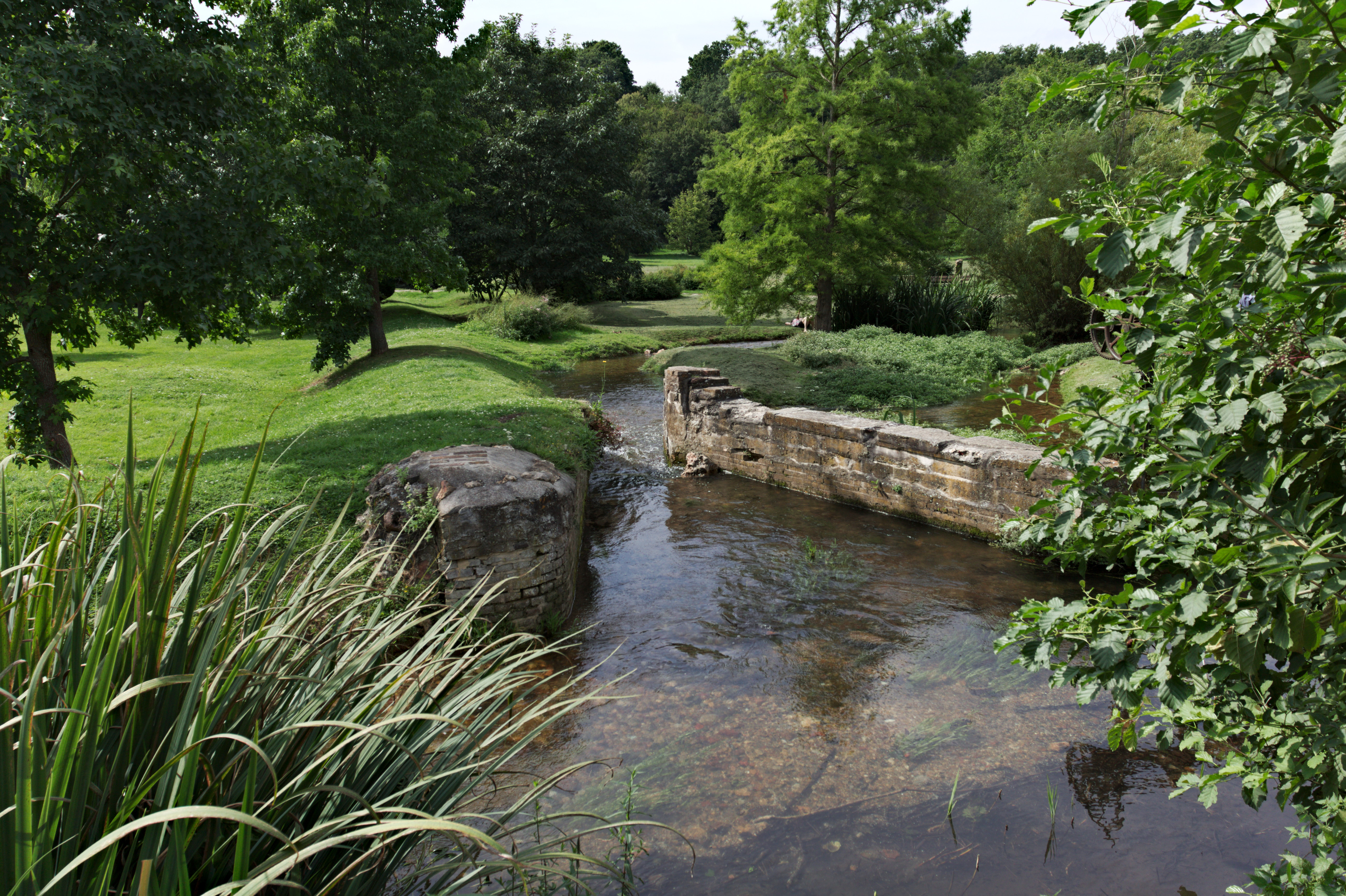
Парк Рулуа

1. 1 2  база данных о французских коммунах — Национальный географический институт Франции, 2015.